# Drapetis ingrica
Drapetis ingrica är en tvåvingeart som beskrevs av Nikolai Vasilevich Kovalev 1972. Drapetis ingrica ingår i släktet Drapetis och familjen puckeldansflugor. Arten har ej påträffats i Sverige. Inga underarter finns listade i Catalogue of Life.